# 石井生札
石井 義元／石井 生札（いしい よしもと ／ いしい しょうさつ  は、戦国時代から安土桃山時代にかけての武将。肥前国の戦国大名龍造寺氏の家臣。のちに佐賀藩主鍋島氏の家老をつとめた。藩祖鍋島直茂が最も信頼を置く近臣として活躍し、鍋島生三、下村生運とともに「鍋島三生」と称された。

## 生涯
肥前国佐嘉郡飯盛城主石井駿河守忠義の三男三河守義昌の孫である。
龍造寺氏の旗本部将石井彦十郎の次男として生まれる。母は石井石見守忠繁の娘。母は佐賀藩初代藩主鍋島勝茂の再従姉にあたる。
諱は義元。「生札」の名は、佐賀藩祖鍋島直茂のかつての名乗りである「信生」（のぶなり）の一字を拝領したものである。
直茂の正室陽泰院（石井兵部少輔常延次女）とは再従兄妹の間柄で、陽泰院が初代藩主鍋島勝茂を出産した場所は、生札の屋敷であった。
若い頃から鍋島直茂と懇意であり、直茂が龍造寺氏に代わって国政を掌握する頃から、側近として重きをなす。
蓮池城の天守閣を名護屋城の櫓に移築する際には、鍋島主水佑茂里（石井茂里）や久納市右衛門茂俊と共に、奉行に名を連ねている。また、文禄・慶長の役勃発後は、石井六兵衛忠種と共に補給部隊を指揮して、物資運送の任務に従事。豊臣秀吉からその労を賞された。
関ヶ原の戦いに続く、柳川城の戦いでは、石井壱岐守茂利と共に船大将を務め、水軍を率いた。
家禄は物成410石（知行1,025石）。
佐賀藩に伝わる武士道論書『葉隠』では、生札が老年の直茂に付き従い、病床の直茂から「今晩のうちに、書院を解体したい。物音を立てずに解体せよ」との命を受けると、生札は、人足に柴の葉を咥えさせて物音を立てないように解体させたといい、直茂を「だからその方に頼んだのだ」と喜ばせる逸話が見られ、生札の機転の良さと、直茂との信頼関係の厚さを伝えている。
晩年は、戦場で多くの敵兵を殺した罪滅ぼしを思い立ち、零落していた本通寺を再建し、自ら住職となって余生を過ごした。日栄上人と呼ばれた。
慶長7年（1602年）死去。墓所は、佐賀県佐賀市高木瀬東の本通寺にある。

## 子孫
石井生札の孫である伝右衛門正能は、島原の乱で一番槍の功名を立てた勇将である。かつ藩の功臣である生札の孫という由緒もあって、初代藩主鍋島勝茂の近臣として重用されている。
しかし、勝茂の参勤交代に随行し、江戸に滞在中、吉原遊廓に入り浸りになったうえ、馴染みの遊女と恋仲の関係になる。のちに素行を勝茂に咎められ、切腹を命じられる。家禄は没収、家督は廃絶となった。正能の嫡男次左衛門氏之の代に家督の再興を許され、孫伝右衛門氏久は家老職に累進している。
子孫からは、明治維新のとき、新政府海軍の副参謀をつとめた石井富之助藹吉や、海軍少将武富咸一、教育者永渕アサ子、幕末の国学者石井松堂（龍右衛門）らを輩出している。
なお、元内閣総理大臣で、早稲田大学の創立者である大隈重信は、生札の後裔の一人である。曾孫が重信の高祖父大隈五太夫に嫁いでいる。

### 系譜
- 生札家
  - 石井義昌（三河守）―彦十郎―①義元（生札）―②伝右衛門―③正能（伝右衛門）―④氏之（次左衛門）―⑤氏久（伝右衛門）―⑥正氏（次左衛門）―⑦氏以（伝右衛門）―⑧英氏（次左衛門）―⑨英義（伝九郎）＝⑩英勝（横尾氏、伝右衛門）―藹吉（富之助）
- 只右衛門家
  - 石井正能（伝右衛門）―①氏利（次男、只右衛門）―②氏章（近左衛門）―③生氏（生札）―④広氏（林太夫）＝⑤成徳（北島氏、龍右衛門、松堂）
- 幸左衛門家
  - 石井義元（生札）―①鍋島茂紹（左京允）―②石井宣親（小左衛門、正室は鍋島光茂の庶子）―③政久（幸左衛門）―④政武（新六）＝⑤政恒（納富氏、孫七郎）―⑥包舊（幸左衛門）―⑦政羊（新六）―⑧判左衛門